# Misiliscemi
Misiliscemi är en kommun i kommunala konsortiet Trapani i regionen Sicilien i sydvästra Italien. Kommunen hade 8 159 invånare (2022). Kommunen bildades 20 februari 2021 genom utbrytning av 8 frazione Fontanasalsa, Guarrato, Rilievo, Locogrande, Marausa, Palma, Salinagrande och Pietretagliate ur kommunen Trapani.